# Lamelligomphus choui
Lamelligomphus choui är en trollsländeart. Lamelligomphus choui ingår i släktet Lamelligomphus och familjen flodtrollsländor.

## Underarter
Arten delas in i följande underarter:
- L. c. choui
- L. c. tienfuensis